# Olympia Dukakis
Pour les articles homonymes, voir Dukakis.
Olympia Dukakis est une actrice américaine, née le 20 juin 1931 à Lowell (Massachusetts) et morte le  1er mai 2021 à New York. Son interprétation de Rose Castorini dans Éclair de lune lui vaut l'Oscar de la meilleure actrice dans un second rôle en 1988.

## Biographie

### Jeunesse et études
Olympia Dukakis (en grec : Ολυμπία Δουκάκη) naît le 20 juin 1931 à Lowell, dans le nord-est du Massachusetts, d'un couple d'immigrants grecs, Constantine S. Dukakis (originaire d'Anatolie) et Alexandra Christos (du Péloponnèse). Elle se spécialise en physiothérapie à l'université de Boston, où elle obtient son diplôme. Elle pratique notamment la physiothérapie pendant l'épidémie de poliomyélite de 1951.

### Carrière d'actrice

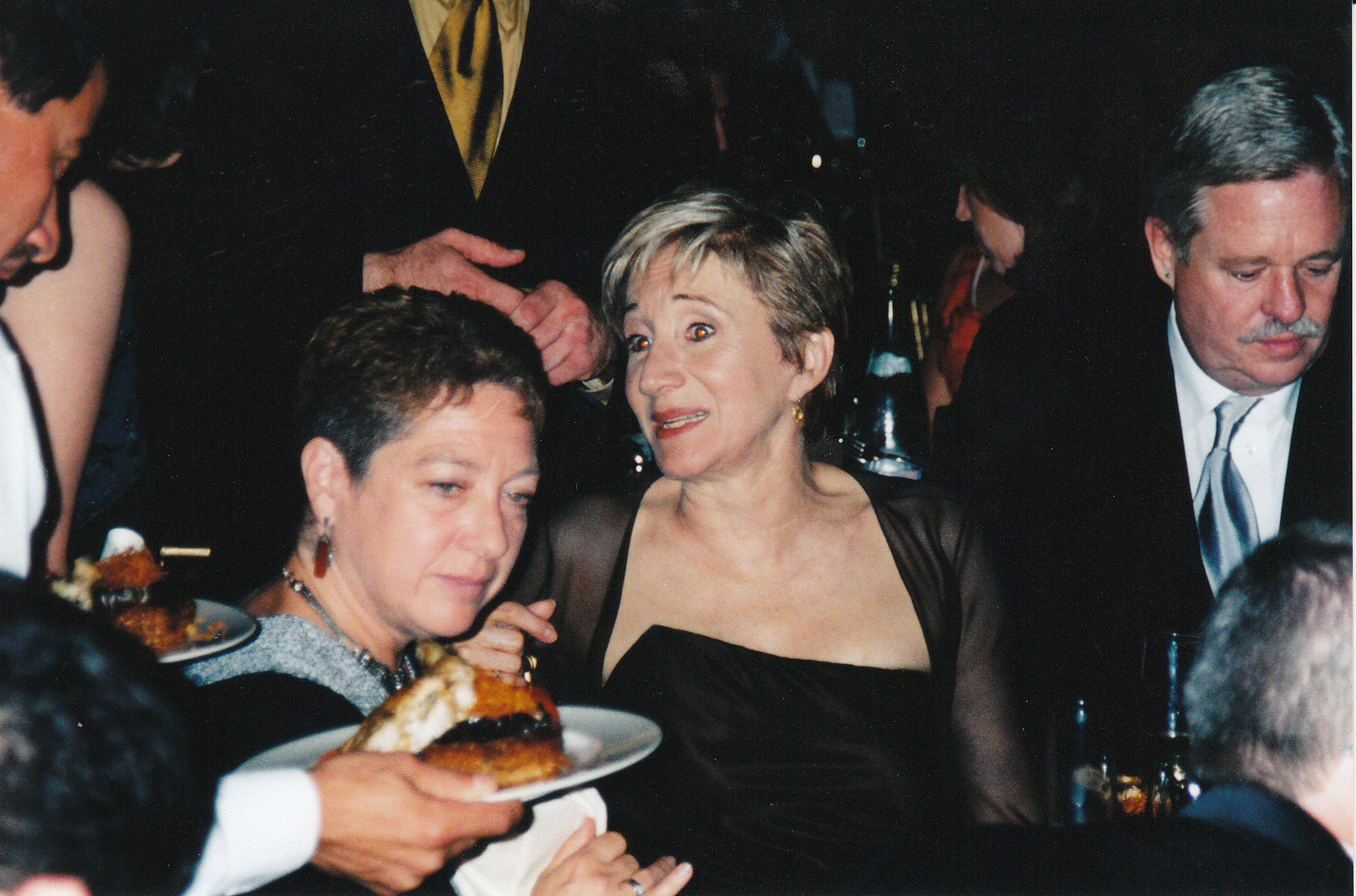
Olympia Dukakis à la 50e cérémonie des Emmy Awards, en 1998, au côté d'Armistead Maupin.

Après une longue carrière au théâtre, elle se fait réellement connaître du grand public en 1987, avec le film Éclair de lune de Norman Jewison, obtenant l'Oscar et le Golden Globe de la meilleure actrice dans un second rôle. À la télévision, elle incarne à quatre reprises entre 1993 et 2019 le rôle d'Anna Madrigal dans les séries inspirées des Chroniques de San Francisco d'Armistead Maupin.
Elle enseigne le théâtre durant quinze ans à l'université de New York et donne des master classes à travers les États-Unis. Elle publie ses mémoires en 2003 : Ask Me Again Tomorrow: A Life in Progress. Elle meurt le 1er mai 2021 à New York.

### Vie privée
Olympia Dukakis épouse en 1962 l'acteur yougoslavo-américain Louis Zorich avec lequel elle a trois enfants : Christina, Peter et Stefan. Militante pour les droits des femmes et des LGBT, elle défend notamment le mariage homosexuel.
Elle est la cousine de l'homme politique américain Michael Dukakis, ancien gouverneur du Massachusetts et candidat démocrate à la présidence des États-Unis en 1988.

## Filmographie

### Cinéma
- 1964 : Twice a Man de Gregory Markopoulos (en) : la jeune mère
- 1964 : Lilith de Robert Rossen : la patiente
- 1969 : Stiletto de Bernard L. Kowalski : Mrs. Amato (non créditée)
- 1969 : John et Mary (John and Mary) de Peter Yates : la mère de John
- 1971 : Faits l'un pour l'autre (Made for Each Other) de Robert B. Bean : la mère de Giggy
- 1973 : Sœurs de sang (Sisters) de Brian De Palma : Louise Wilanski
- 1974 : The Rehearsal de Jules Dassin
- 1974 : Un justicier dans la ville (Death Wish) de Michael Winner : une policière
- 1979 : Les Seigneurs (The Wanderers) de Philip Kaufman : la mère de Joey
- 1979 : Rich Kids de Robert Milton Young : l'avocate de Paul
- 1980 : Le Temps du rock'n'roll (The Idolmaker) de Taylor Hackford : Mrs. Vacarri
- 1982 : National Lampoon's Movie Madness (en) de Bob Giraldi et Henry Jaglom : Helena Naxos
- 1985 : Les Murs de verre (Walls of Glass) de Scott Goldstein : Mary
- 1987 : Éclair de lune (Moonstruck) de Norman Jewison : Rose Castorini
- 1988 : Working Girl de Mike Nichols : la directrice du personnel
- 1989 : Allô maman, ici bébé (Look Who's Talking) d'Amy Heckerling : Rosie
- 1989 : Mon père (Dad) de Gary David Goldberg : Bette Tremont
- 1989 : Potins de femmes (Steel Magnolias) de Herbert Ross : Clairee Belcher
- 1990 : Deux femmes pour un tueur (In the Spirit) de Sandra Seacat : Sue
- 1990 : Allô maman, c'est encore moi (Look Who's Talking Too) d'Amy Heckerling : Rosie
- 1992 : Over the Hill de George Miller : Alma Harris
- 1993 : Digger de Rob Turner : Bea
- 1993 : Les Veuves joyeuses (The Cemetary Club) de Bill Duke : Doris Silverman
- 1993 : Allô maman, c'est Noël (Look Who's Talking Now) de Tom Ropelewski : Rosie
- 1994 : Les Complices (I Love Trouble) de Charles Shyer : Jeannie, la secrétaire de Peter
- 1995 : Dead Badge de Douglas Barr : Dr Doris Rice
- 1995 : Jeffrey de Christopher Ashley (en) : Mrs. Marcangelo
- 1995 : Maudite Aphrodite (Mighty Aphrodite) de Woody Allen : Jocaste
- 1995 : Professeur Holland (Mr. Holland's Opus) de Stephen Herek :  Helen Jacobs
- 1996 : Mother d'Albert Brooks : Mrs. Jay
- 1996 : Jérusalem de Bille August : Mère
- 1996 : Milk and Money de Michael Bergmann : Goneril Plogg
- 1997 : Never Too Late de Giles Walker : Rose
- 1997 : Un mariage d'amour (A Match Made in Heaven) de Paul Wendkos : Helen Rosner
- 1997 : Trait pour trait (Picture Perfect) de Glenn Gordon Caron : Rita Mosley
- 1998 : A Life for a Life de Stephen Whittaker : Charlotte Kiszko
- 1998 : Le Prince de Sicile (Jane Austen's Mafia!) de Jim Abrahams : Sophia
- 1998 : Better Living de Max Mayer : Nora
- 2000 : Brooklyn Sonnet d'Elyse Lewin : Helen Manners
- 2002 : The Intended de Kristian Levring : Erina
- 2003 : The Event de Thom Fitzgerald : Lila
- 2003 : Charlie's War de David Doc Abbott : Charlie
- 2005 : The Great New Wonderful de Danny Leiner : Judie Hillerman
- 2005 : The Thing About My Folks de Raymond de Felitta : Muriel Kleinman
- 2005 : 3 Needles de Thom Fitzgerald : Hilde
- 2005 : Whiskey School de Peter Masterson : Ellen Haywood
- 2006 : Jesus, Mary and Joey de James Quattrochi : Sophia Vitello
- 2006 : In the Land of Women de Jon Kasdan : Phyllis, grand-mère de Carter
- 2006 : Loin d'elle (Away from Her) de Sarah Polley : Marian
- 2006 : Day on Fire de Jay Anania : Dr Mary Wade
- 2011 : Cloudburst de Thom Fitzgerald : Stella
- 2014 : La Reine des jeux (A Little Game) d'Evan Oppenheimer : YaYa
- 2016 : Infiltrator (The Infiltrator) de Brad Furman : Tante Vicky

### Télévision

#### Téléfilms
- 1974 : Nicky's World : Irene Kaminios
- 1975 : The Seagull : Pauline
- 1980 : F.D.R.: The Last Year
- 1982 : King of America : Mama Nicola
- 1982 : The Neighborhood
- 1991 : Il y a des jours comme ça (Lucky Day) : Katherine Campbell
- 1991 : The Last Act Is a Solo : Laura Cunningham
- 1991 : Fire in the Dark : Emily Miller
- 1992 : Sinatra : Dolly Sinatra
- 1995 : Young at Heart (TV) : Rose Garaventi
- 1997 : Un mariage d'amour (A Match Made in Heaven) de Paul Wendkos : Helen Rosner
- 1998 : Secret défense (The Pentagon Wars) de Richard Benjamin : Madam Chairwoman
- 1998 : A Life for a Life de Stephen Whittaker : Charlotte Kiszko
- 1999 : Jeanne d'Arc (Joan of Arc) de Christian Duguay : Babette
- 2000 : The Last of the Blonde Bombshells : Dinah
- 2001 : Attirance fatale : Qui a tué Anne-Marie F. ? (And Never Let Her Go) : Marguerite Capano
- 2001 : Ladies and the Champ : Sara Stevens
- 2001 : My Beautiful Son : Esther Lipman
- 2002 : Guilty Hearts : Amanda Patterson
- 1998 : Scattering Dad : Dotty
- 2003 : Mafia Doctor : Rose
- 2004 : Les Aventures de Flynn Carson : Le Mystère de la lance sacrée (The Librarian: Quest for the Spear) : Margie Carsen
- 2006 : Les Aventures de Flynn Carson : Le Trésor du roi Salomon (The Librarian: Return to King Solomon's Mines) de Jonathan Frakes : Margie Carsen
- 2013 : À la recherche de l'esprit de Noël (The Christmas Spirit) : Gwen Hollander
- 2014 : Détour mortel de Mikael Salomon : Doreen

#### Séries télévisées
- 1983 : C'est déjà demain (Search for Tomorrow) : Dr Barbara Moreno
- 1993 : Les Chroniques de San Francisco (Tales of the City) : Anna Madrigal
- 1998 : Les Chroniques de San Francisco 2 (More Tales of the City) : Anna Madrigal
- 2001 : Chroniques de San Francisco (Further Tales of the City) : Anna Madrigal
- 2010-2011 : Bored to Death : Belinda
- 2011 : New York, unité spéciale (saison 12, épisode 11) : avocate Debby Marsh
- 2019 : Les Chroniques de San Francisco (Tales of the City) : Anna Madrigal

## Distinctions
Distinguée par la médaille d'honneur du National Arts Club, elle a depuis 2013 son étoile sur le Hollywood Walk of Fame.

### Récompenses
- Oscars 1988 : Meilleure actrice dans un second rôle  pour Éclair de lune
- Golden Globes 1988 : Meilleure actrice dans un second rôle pour Éclair de lune

### Nominations
- Emmy Awards 1991 : Meilleure actrice dans un second rôle dans une mini-série ou un téléfilm pour Il y a des jours comme ça
- Golden Globes 1993 : Meilleure actrice dans un second rôle dans une série, une mini-série ou un téléfilm pour Sinatra
- British Academy Television Awards 1994 : Meilleure actrice pour Les Chroniques de San Francisco
- Emmy Awards 1998 : Meilleure actrice dans une mini-série ou un téléfilm pour Les Chroniques de San Francisco 2
- Emmy Awards 1999 : Meilleure actrice dans un second rôle dans une mini-série ou un téléfilm pour Jeanne d'Arc